# Llengües munda

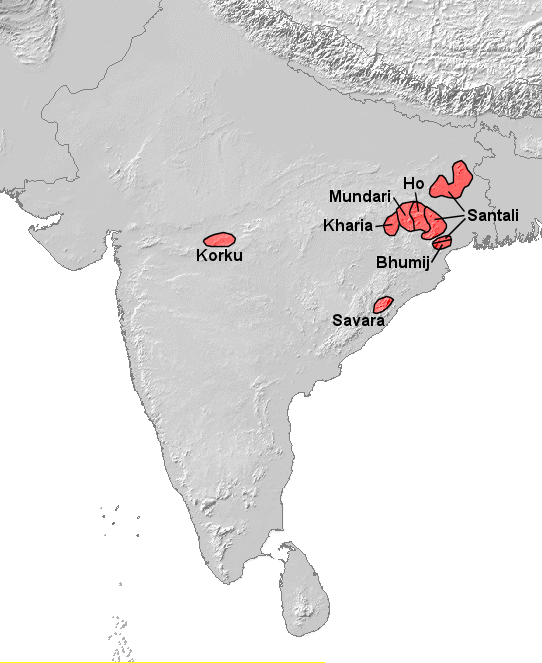
Distribució de les llengües Munda a l'Índia

Les llengües munda són una branca de la família lingüística de les llengües austroasiàtiques.
Formen un grup de llengües parlades per unes 9,000,000 de persones a l'Índia oriental i central (Chhattisgarh).

## Distribució
Aquestes llengües est troben emparentades de lluny amb el vietnamita i el khmer. Els orígens de les llengües Munda no es coneixen, però generalment es consideren com a llengües autòctones de la zona de l'Índia oriental. El ho, el mundari i el santali són membres notables d'aquest grup. Aquesta família es divideix normalment en dues branques: 
- Munda septentrional; parlat a l'altiplà de Chota Nagpur a Jharkhand, així com a Chhattisgarh, Bengala i Orissa.
- Munda meridional; parlat a Orissa central i a la zona fronterera amb Andhra Pradesh.

## Classificacions
La classificació de Gérard Diffloth (2005) és una de les més acceptades. Gregory D. S. Anderson però la rebutja i no reconeix l'existència del clade "Koraput". Basant-se en comparacions morfològiques Anderson divideix el Proto-Munda meridional en tres grups relacionats: Kharia-Juang, Sora-Gorum, i Gutob-Remo-Gtaʔ.

### Classificació de Diffloth (1974)
- Munda septentrional
  - Korku
  - Kherwari
    - Branca Kherwari: Agariya, Bijori, Koraku
    - Branca Mundari: Mundari, Bhumij, Asuri, Koda, Ho, Birhor
    - Branca Santali: Santali, Mahali, Turi
- Munda meridional
  - Kharia-Juang: Kharia, Juang
  - Munda de Koraput
    - Branca Remo: Gata (Gta), Bondo (Remo), Bodo Gadaba (Gutob)
    - Branca Savara [Sora-Juray-Gorum] : Parengi (Gorum) [al districte de Koraput], Sora (Savara), Juray, Lodhi

### Classificació de Diffloth (2005)
|  | Remo   |
|  |        |
|  | Savara |
|  |        |

|                     | Kharian-Juang                                        |
|                     |                                                      |
| Munda septentrional | \| \| Korku \| \| \| \| \| \| Kherwarian \| \| \| \| |
|                     | \| \| Korku \| \| \| \| \| \| Kherwarian \| \| \| \| |
|                     | Korku                                                |
|                     |                                                      |
|                     | Kherwarian                                           |
|                     |                                                      |

|  | Korku      |
|  |            |
|  | Kherwarian |
|  |            |

|  | Remo   |
|  |        |
|  | Savara |
|  |        |

|                     | Kharian-Juang                                        |
|                     |                                                      |
| Munda septentrional | \| \| Korku \| \| \| \| \| \| Kherwarian \| \| \| \| |
|                     | \| \| Korku \| \| \| \| \| \| Kherwarian \| \| \| \| |
|                     | Korku                                                |
|                     |                                                      |
|                     | Kherwarian                                           |
|                     |                                                      |

|  | Korku      |
|  |            |
|  | Kherwarian |
|  |            |